# 磁性細菌
磁性細菌（じせいさいきん。英語、Magnetotactic bacteria）とは、磁力に反応して移動を行う細菌の総称で、1975年 Richard Blakemoreにより見出された。菌体内にはマグネトソームと呼ばれる磁性体を保持した細胞内小器官が見られ、磁性体にはマグネタイト(Fe3O4) や 鉄硫黄タンパク質の単結晶グレガイト(Fe3S4)が利用されている。

## 走磁性細菌
磁性細菌の中には走磁性細菌（そうじせいさいきん）と呼ばれる者も含まれる。走磁性細菌とは、地磁気に沿って鞭毛で移動する磁性細菌の事である。この菌は自身の増殖の為には鉄イオンが必須で、ほぼ100%の利用効率で鉄イオンを利用しマグネタイトを生合成している
例えば、アクアスピリルム属の Aquaspirillum magnetotacticum、マグネトスピリルム属のMagnetospirillum gryphiswaldense などが知られている。

## ヒトによる利用
磁性細菌はマグネトソームの中に、自身が外部から取り込んだ鉄などの元素を代謝して生合成した微小な磁石を持っている。そのために磁性細菌の菌体は、充分な強さの磁力を持った磁石が存在すると、そこに吸い寄せられて付着する。
そこで、何らかの金属元素で汚染された排水などの中で磁性細菌を培養し、菌体に金属元素を吸着させ、その後、磁石で磁性細菌を回収する事で、排水中の金属元素も同時に除去できる事が確認された。
また、ニッケルが溶存した溶液で磁性細菌を培養すると、ニッケルが磁性細菌に取り込まれただけでなく、金属ではないテルルが溶存した溶液で磁性細菌を培養した場合には、テルルが磁性細菌に取り込まれた。
もちろん、こうした元素を取り込んだ磁性細菌も磁石で溶液中から回収できる。この性質を利用する事で、磁性細菌を利用したバイオレメディエーションが可能である。